# ادبیات آمریکا
ادبیات آمریکا (انگلیسی: American literature) ادبیاتی است که در ایالات متحده آمریکا و مستعمرات پیشینش نوشته یا پدیدآورده شده است. پیش از تأسیس ایالات متحده مستعمرات بریتانیا در ساحل شرقی ایالات متحده امروزی به شدت تحت تأثیر ادبیات انگلیسی بودند. بدینسان، سنت ادبیات آمریکا به عنوان بخشی از سنت گسترده‌تر ادبیات انگلیسی آغاز گشت.
دوره انقلابی برای نوشته‌های سیاسی بنجامین فرانکلین، الکساندر همیلتون و توماس پین در میان چندین نفر دیگر درخور توجه است. اعلامیه استقلال ایالات متحده توماس جفرسون مقام وی را به عنوان یک نویسنده کلیدی آمریکایی مستحکم کرد. در اواخر قرن هجدهم و اوایل قرن نوزدهم بود که نخستین رمان‌های این ملت به چاپ رسیدند. یک نمونه قدیمی قدرت همدردی نوشته ویلیام هیل براون است که در سال ۱۷۹۱ به چاپ رسید. رمان براون داستان عاشقانه تراژیک برادر و خواهری را به تصویر می‌کشد که بدون اینکه بدانند چه نسبتی با یکدیگر دارند، عاشق یکدیگر می‌شوند.
با میلی فزاینده به خلق ادبیات و فرهنگ منحصراً آمریکایی، شماری از چهره‌های کلیدی جدید ادبی ظاهر شدند که برجسته‌ترین آن‌ها واشینگتن اروینگ و ادگار آلن پو بودند. رالف والدو امرسون در حالی که محفل تعالی‌گرا را در سال ۱۸۳۶ هدایت می‌کرد، در خلق جنبش تأثیرگذار تعالی‌گرایی پیشگام شد. متأثر از این جنبش، هنری دیوید ثورو والدن را نوشت که سرشت و فردگرایی را ستایش و ترغیب به مقاومت در برابر تحمیل‌های جامعه سازماندهی‌شده و یونیتارینیسم می‌کند. کشاکش سیاسی پیرامون الغای برده‌داری الهام‌بخش نوشته‌های ویلیام لوید گریسون و هریت بیچر استو در رمان معروفش کلبه عمو تام بود. این کارها با ادامه یافتن داستان‌های مرتبط با برده‌داری مثل روایت زندگی فردریک داگلاس، یک برده آمریکایی نوشته فردریک داگلاس در سال ۱۸۴۵ پشتیبانی شدند.
پس از جنگ جهانی اول، ادبیات مدرنیستی اشکال و ارزش‌های قرن نوزدهم را رد کرد. اف. اسکات فیتزجرالد حال‌وهوای بی‌خیال دهه ۱۹۲۰ را به تصویر کشید، اما نویسندگانی چون جان دوس پاسوس و ارنست همینگوی – که با آثاری مانند خورشید همچنان می‌دمد و وداع با اسلحه به شهرت رسیدند – و همچنین ویلیام فاکنر، سبک‌های تجربی‌تری را در پیش گرفتند. شاعران مدرنیست آمریکایی شامل چهره‌های متنوعی چون والاس استیونس، تی.اس. الیوت، رابرت فراست، ازرا پاوند و ئی.ئی. کامینگز بودند. در دوران رکود بزرگ، نویسندگانی چون جان اشتاین‌بک – نویسندهٔ خوشه‌های خشم (۱۹۳۹) و موش‌ها و آدم‌ها (۱۹۳۷) – به شهرت رسیدند.
در پی مشارکت آمریکا در جنگ جهانی دوم، آثاری چون برهنه و مرده (۱۹۴۸) از نورمن میلر، تبصره ۲۲ (۱۹۶۱) از جوزف هلر، و سلاخ‌خانه شماره پنج (۱۹۶۹) از کرت ونه‌گات جونیور پدید آمدند. از نمایشنامه‌نویسان برجستهٔ این سال‌ها می‌توان به یوجین اونیل اشاره کرد که جایزه نوبل ادبیات را دریافت کرد. در میانه قرن بیستم، صحنه نمایش در آمریکا تحت سلطه تنسی ویلیامز و آرتور میلر قرار داشت. تئاتر موزیکال نیز در این دوره جایگاه مهمی پیدا کرد.
در اواخر قرن بیستم و اوایل قرن بیست‌ویکم، پذیرش ادبیات نوشته‌شده توسط نویسندگان مهاجر، اقلیت‌های قومی و جامعه LGBT، و نیز آثاری به زبان‌هایی غیر از انگلیسی، هم در میان عموم و هم در دانشگاه‌ها افزایش یافت. از پیشگامان این حوزه می‌توان به نویسنده LGBT مایکل کانینگهام، نویسندگان آسیایی-آمریکایی چون مک‌سین هونگ کینگستون و اوشن وونگ، و نویسندگان آفریقایی-آمریکایی مانند رالف الیسون، جیمز بالدوین، و تونی موریسون اشاره کرد. در سال ۲۰۱۶، ترانه‌سرای فولک-راک باب دیلن جایزه نوبل ادبیات را دریافت کرد.

## ادبیات شفاهی
ادبیات شفاهی و داستان‌سرایی پیش از ورود استعمارگران اروپایی، در میان قبایل مختلف بومی (سرخ‌پوست) آمریکا وجود داشته است. قلمروهای سنتی برخی از این قبایل از مرزهای ملی عبور می‌کرد و بنابراین این ادبیات یکنواخت نبوده، بلکه بازتاب‌دهندهٔ فرهنگ‌های گوناگون این مردمان است.

## آثار اثر منتشرشده
در سال ۱۷۷۱، نخستین اثر منتشرشده به زبان انگلیسی از یک بومی آمریکایی با عنوان موعظه‌ای در مراسم اعدام موزس پاول، یک سرخ‌پوست توسط سمسون اوکوم از قبیله موهگان منتشر شد که ۱۹ بار تجدید چاپ گردید. رمان زندگی و ماجراجویی‌های خواکین موریه‌تا (۱۸۵۴) نوشته جان رولین ریج (از قبیله چروکی، ۱۸۲۷–۱۸۶۷) نخستین رمان نوشته‌شده توسط یک نویسنده بومی آمریکایی بود. همچنین کتاب او-گی-ماو-کوه میت-ای-گوا-کی (ملکهٔ جنگل) (۱۸۹۹) نوشته سایمون پوکاگان (از قبیله پوتاواتومی، ۱۸۳۰–۱۸۹۹) به عنوان «نخستین رمان بومی آمریکایی که به زندگی سرخ‌پوستان اختصاص دارد» شناخته می‌شود.
یکی از رویدادهای مهم در مسیر رشد ادبیات بومیان آمریکا به زبان انگلیسی، اعطای جایزه پولیتزر در سال ۱۹۶۹ به ان اسکات مامدی از قبیله کیووا برای رمان خانه‌ای ساخته‌شده از سپیده‌دم (House Made of Dawn، ۱۹۶۸) بود.

## ادبیات استعماری
مستعمرات سیزده‌گانه اغلب به‌عنوان مرکز اصلی ادبیات اولیه آمریکا در نظر گرفته می‌شوند، اما نخستین سکونت‌گاه‌های اروپایی در آمریکای شمالی سال‌ها پیش از آن، در مناطقی دیگر تأسیس شده بودند. اولین اثر چاپ‌شده در پنسیلوانیا به زبان آلمانی بود و در واقع بزرگ‌ترین کتابی بود که تا پیش از انقلاب آمریکا در مستعمرات به چاپ رسیده بود. زبان‌های اسپانیایی و فرانسوی، دو سنت ادبی استعماری قدرتمند در مناطقی داشتند که امروزه بخشی از ایالات متحده آمریکا هستند. افزون بر این، در قارهٔ آمریکا مجموعه‌ای غنی از سنت‌های ادبی شفاهی در میان قبایل متعدد بومیان آمریکا وجود داشت.
با آغاز استقرار مهاجران انگلیسی در آمریکای شمالی، زبان انگلیسی جایگاه خود را در این قاره تثبیت کرد، جایگاهی که با گسترش نفوذ سیاسی انگلستان در قاره و ورود پیوسته مهاجران از جزایر بریتانیا رو به رشد نهاد. از جمله این تحولات، تسخیر مستعمرهٔ هلندی نیو آمستردام توسط انگلیسی‌ها در سال ۱۶۶۴ بود؛ انگلیسی‌ها نام آن را به نیویورک تغییر دادند و زبان اداری آن را از هلندی به انگلیسی تبدیل کردند.
بین سال‌های ۱۶۹۶ تا ۱۷۰۰، تنها حدود ۲۵۰ عنوان مجزا در چاپخانه‌های اصلی مستعمرات آمریکایی منتشر شد؛ رقمی بسیار اندک در مقایسه با حجم آثار منتشرشده توسط چاپخانه‌های لندن در همان دوره. البته نویسندگان نیوانگلندی (New England) آثار خود را از طریق چاپخانه‌های لندن نیز منتشر می‌کردند، بنابراین، بدنهٔ ادبیات آمریکایی بزرگ‌تر از آن چیزی بود که صرفاً در خاک مستعمرات چاپ می‌شد. جالب اینکه چاپخانه در مستعمرات آمریکایی پیش از آنکه در بیشتر مناطق انگلستان مجاز شناخته شود، راه‌اندازی شد. در انگلستان، قوانین محدودکننده، چاپ را به چهار شهر لندن، یورک، آکسفورد و کمبریج محدود کرده بودند تا دولت بتواند محتوای منتشرشده را کنترل کند. به همین دلیل، مستعمرات آمریکایی زودتر از همتایان انگلیسی‌شان به دنیای مدرن قدم گذاشتند.
بخشی از ادبیات آن دوره آمریکا شامل جزوه‌ها و نوشته‌هایی بود که مزایای زندگی در مستعمرات را برای مخاطبان اروپایی و ساکنان خود مستعمرات تبلیغ می‌کردند. کاپیتان جان اسمیت را می‌توان نخستین نویسنده آمریکایی به‌شمار آورد، با آثاری چون روایتی واقعی از رخدادها و وقایعی که در ویرجینیا اتفاق افتاده است (۱۶۰۸) و تاریخ عمومی ویرجینیا، نیوانگلند و جزایر سامر (۱۶۲۴). نویسندگان دیگر در این سبک شامل دانیل دنتون، توماس اَش، ویلیام پن، جرج پرسی، ویلیام استراچی، دانیل کاکس، گابریل توماس و جان لاوسن بودند.